# Relaciones Australia-México
Las naciones de Australia y México establecieron relaciones diplomáticas en 1966. Ambas naciones son miembros del Acuerdo Amplio y Progresista de Asociación Transpacífico, Foro de Cooperación Económica Asia-Pacífico, G-20, MIKTA, Naciones Unidas, Organización para la Cooperación y el Desarrollo Económicos y la Organización Mundial del Comercio.

## Historia
Al inicio, las relaciones diplomáticas entre México y Australia se llevaron a cabo a través de Londres ya que Australia era parte del Imperio Británico. A finales de la década de 1930, México estableció un consulado honorario en Sídney; sin embargo, México cerró su consulado durante la Segunda Guerra Mundial. Durante la guerra, las tropas australianas cómo las mexicanas lucharon juntas en la Campaña de Filipinas, para liberar al país de los japoneses. En 1960, México reabrió su consulado en Sídney, lo que llevó a que se establecieran relaciones diplomáticas formales entre las dos naciones el 14 de marzo de 1966. Ese mismo año, México abrió una embajada en Canberra y en 1982, México inauguró el edificio de su embajada actual.
En 1973, el Primer ministro Gough Whitlam se convirtió en el primer jefe de Estado australiano en hacer una visita oficial a México. En 1990, Carlos Salinas de Gortari se convirtió en el primer presidente mexicano en visitar Australia. Desde las visitas iniciales, los líderes de ambas naciones han regresado a cada nación para realizar visitas.
En septiembre de 2007, el presidente mexicano Felipe Calderón realizó una visita a Sídney para asistir a la XV Cumbre del Foro de Cooperación Económica Asia-Pacífico. En junio de 2012, la primera ministra australiana Julia Gillard realizó una visita a México para asistir a la VII Cumbre del G-20 de Los Cabos. Entre 2013 y 2017, los líderes de ambas naciones se reunieron 7 veces en diversos foros internacionales.
En 2016, ambas naciones celebraron 50 años de relaciones diplomáticas. En agosto de ese mismo año, el gobernador general de Australia Peter Cosgrove realizó una visita a México y se reunió con el presidente mexicano Enrique Peña Nieto para celebrar el 50 aniversario de las relaciones diplomáticas entre ambas naciones.
En enero de 2020, una delegación parlamentaria mexicana realizó una visita a Canberra, Australia. En abril de 2023, el director general para Asia-Pacífico de la Secretaría de Relaciones Exteriores de México, Fernando González Saiffe, realizó una visita a Australia para mantener conversaciones con altos funcionarios.

## Visitas de alto nivel

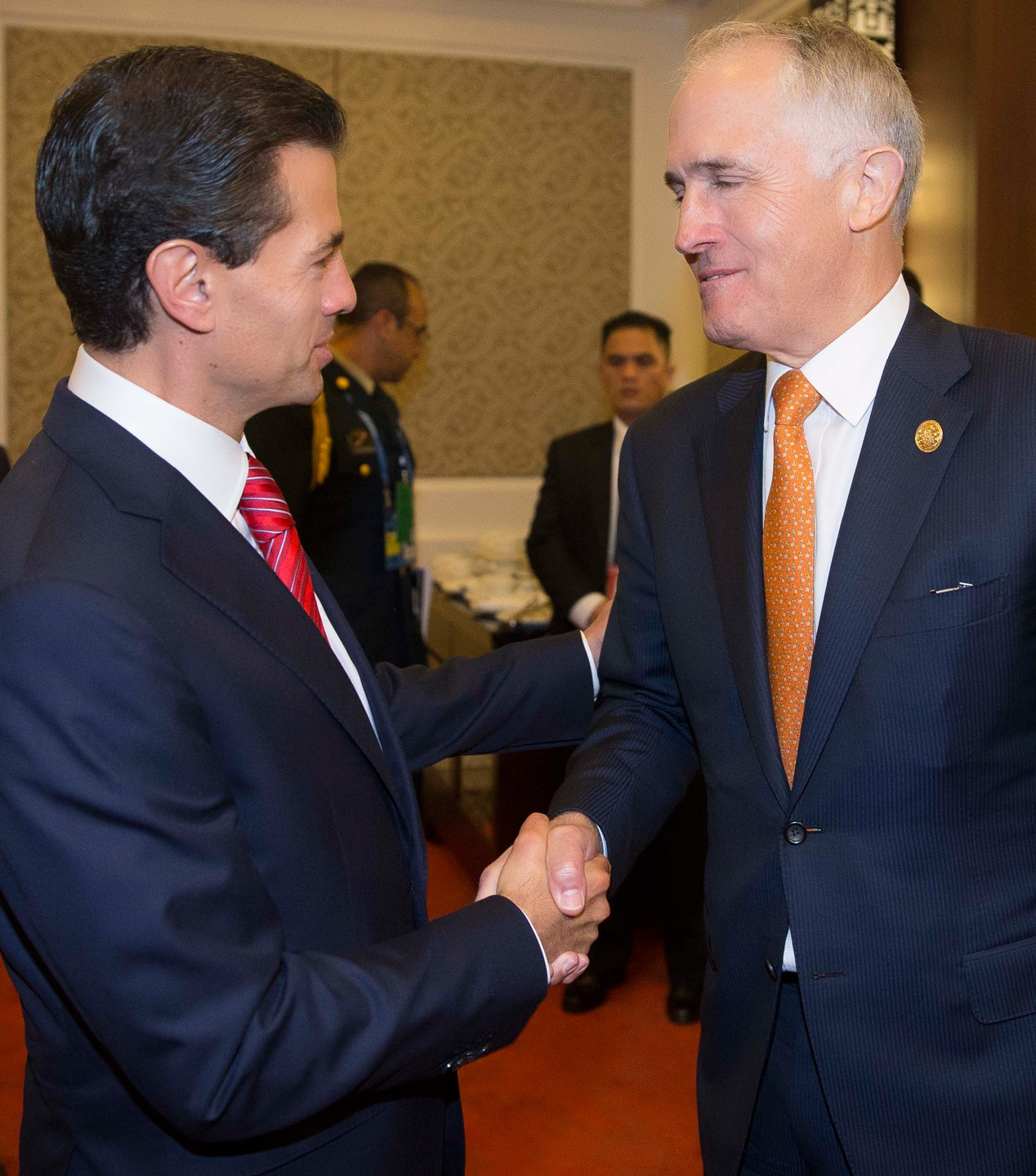
El primer ministro australiano Malcolm Turnbull con el presidente mexicano Enrique Peña Nieto; noviembre de 2015.

Visitas de alto nivel de Australia a México
- Primer ministro Gough Whitlam (1973)
- Primer ministro Malcolm Fraser (1981)
- Primer ministro John Howard (2002)
- Primera ministra Julia Gillard (2012)
- Gobernador General Peter Cosgrove (2016)

Visitas de alto nivel de México a Australia
- Presidente Carlos Salinas de Gortari (1990)
- Presidente Felipe Calderón (2007)
- Presidente Enrique Peña Nieto (2014)

## Acuerdos bilaterales
Ambas naciones han firmado varios acuerdos bilaterales, como un Acuerdo de Cooperación Técnica y Científica (1981); Tratado de Extradición (1990); Acuerdo de cooperación en los usos pacíficos de la energía nuclear (1992); Acuerdo para evitar la doble imposición (2002); Acuerdo sobre Promoción y Protección de Inversiones (2005); Acuerdo sobre Energía (2005); Acuerdo sobre Educación (2008); Acuerdo sobre servicios aéreos (2010); Acuerdo sobre Agricultura (2010); Acuerdo sobre Minería (2010); Memorándum de Entendimiento sobre Educación, Investigación y Entrenamiento Vocacional (2015); Memorándum de entendimiento sobre cooperación científica entre la Academia Mexicana de Ciencias y la Academia Australiana de Ciencias (2015); Memorándum de Entendimiento entre la Secretaría de Gobernación de México y la Policía Federal Australiana sobre el desarrollo de la cooperación policial (2018); y un Memorándum de Entendimiento entre el Instituto Nacional de los Pueblos Indígenas de México y el Instituto Australiano de Estudios sobre Pueblos Aborígenes e isleños del Estrecho de Torres (2020).

## Turismo
En 2023, aproximadamente 9,432 ciudadanos australianos visitaron México por turismo. Al mismo tiempo, aproximadamente 7,787 ciudadanos mexicanos visitaron Australia.

## Comercio
En 2018, ambas naciones se convirtieron en signatarias del Acuerdo Amplio y Progresista de Asociación Transpacífico que otorga a ambas naciones libre comercio entre sí y con otros miembros del Acuerdo Transpacífico de Cooperación Económica. En 2023, el comercio bilateral entre ambas naciones ascendió a $2.5 mil millones de dólares. Las principales exportaciones de Australia a México incluyen: semillas de nabo (canola) o aceite de colza, productos de hierro o acero no aleado, maquinaria, aparatos mecánicos, partes y accesorios para vehículos de motor, productos químicos, minerales, carne de res y ovino, margarina, y vino. Las principales exportaciones de México a Australia incluyen: automóviles y otros vehículos para el transporte de personas y mercancías, teléfonos y teléfonos móviles, máquinas de procesamiento de datos, productos químicos, aparatos médicos, tubos y tuberías de hierro o acero, café, verduras, leche, mariscos, y alcohol.
Empresas multinacionales australianas como Chep, Incitec Pivot, Macquarie Group, Nufarm, QBE Insurance, y Worley (entre otras) operan en México. Empresas multinacionales mexicanas como Gruma y Metalsa (entre otras) operan en Australia.

## Tráfico de drogas
Se ha informado de que el Cártel de Sinaloa tenía operativos en Australia y estaban detrás de una serie de importantes lances de cocaína interceptados por las autoridades australianas. En 2011, el cartel de Sinaloa intentó establecer un puesto avanzado en Sídney pero fue frustrado por una operación policial. Sin embargo, en 2016 se informó que el cártel de Sinaloa era responsable del 60% del mercado de la cocaína en Australia y envió AUD 100 millones de dólares al mes.
En mayo de 2015, la Oficina de las Naciones Unidas contra la Droga y el Delito advirtió que los carteles de la droga mexicanos estaban apuntando a criminales en Australia para importar hielo al país. La Oficina dijo que los cárteles estaban involucrados en el tráfico de metanfetamina y que estaban buscando activamente socios en Australia.
En 2016, la Policía Federal Australiana informó que "una cantidad significativa de metanfetamina que llega a Australia puede originarse en México". Un informe de la Universidad de Canberra encontró que los cárteles "ya han establecido vínculos en la región de Asia y el Pacífico y están tratando de ampliar estos con un enfoque particular en la penetración en el mercado australiano".

## Misiones diplomáticas residentes
- Australia tiene una embajada en la Ciudad de México.[18]
- México tiene una embajada en Canberra.[19]

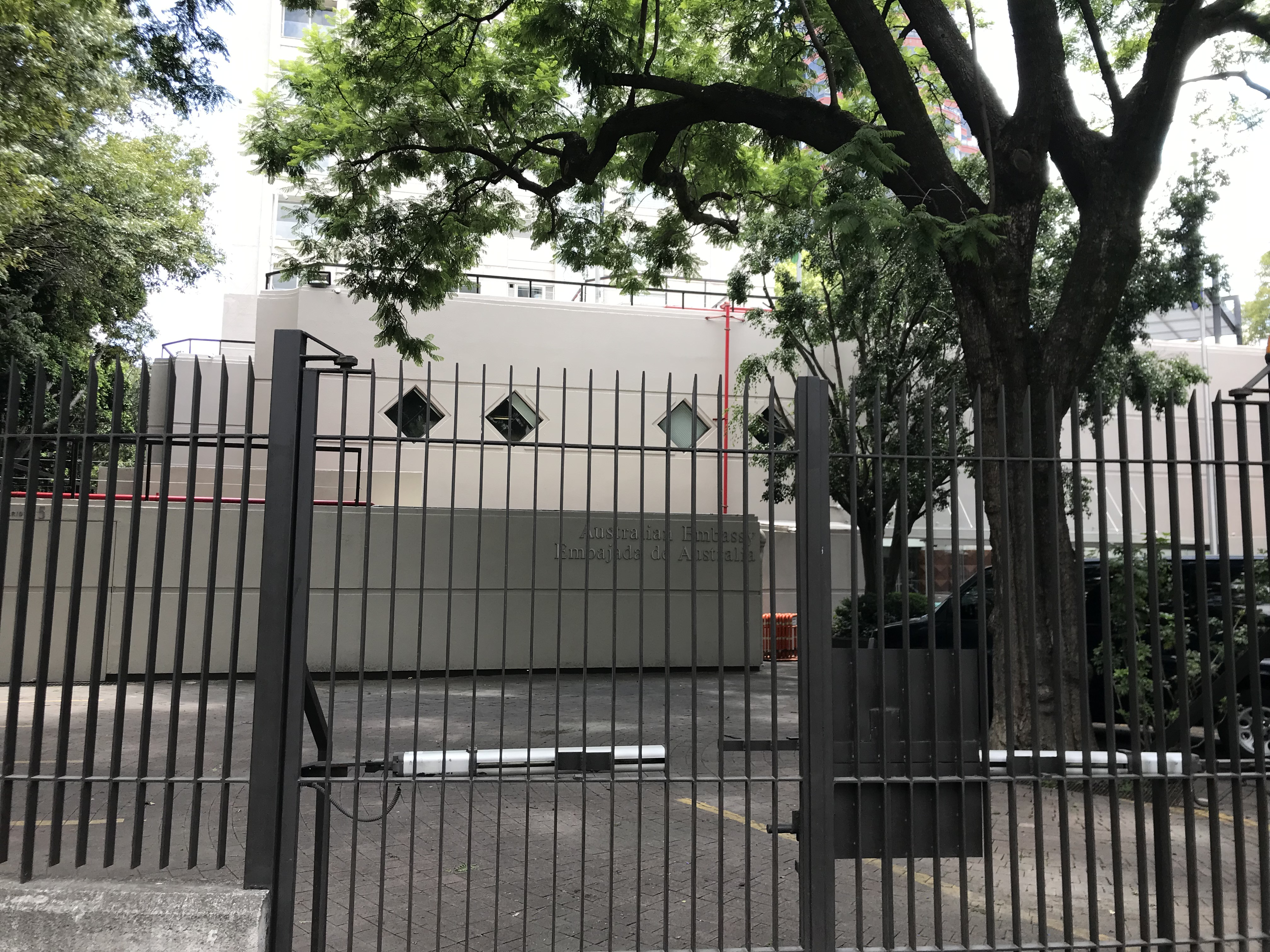
Embajada de Australia en la Ciudad de México
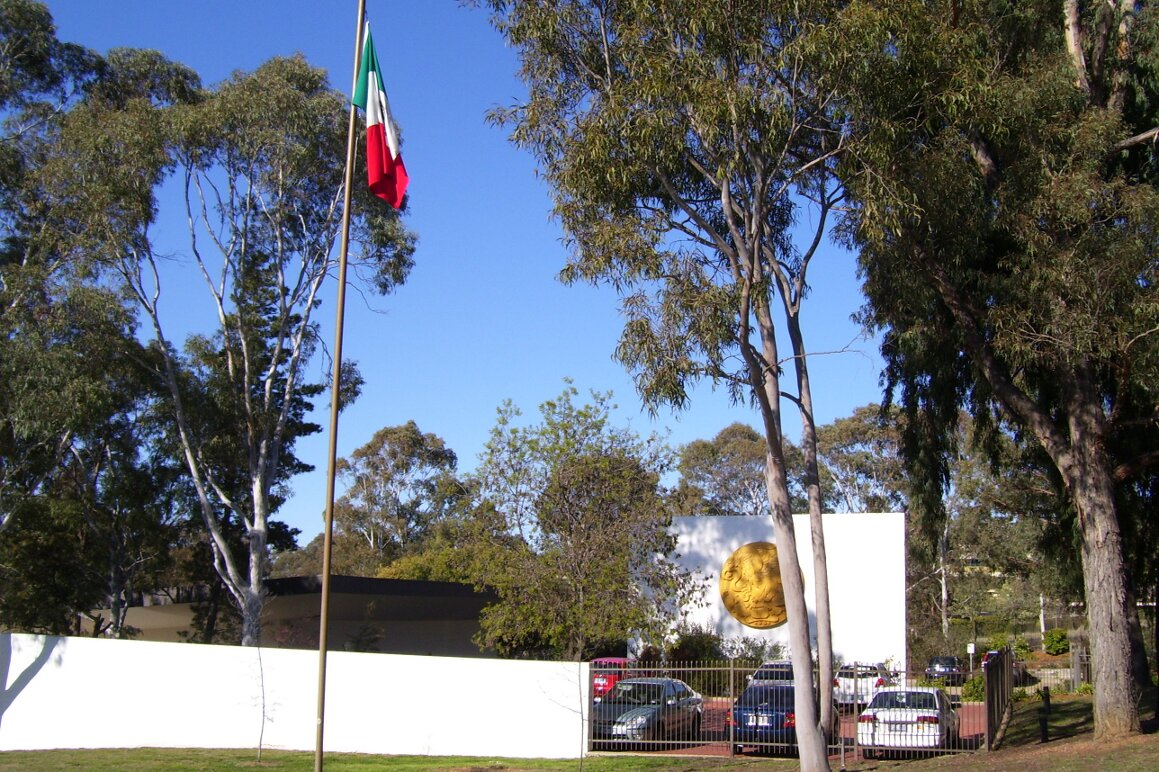
Embajada de México en Canberra